# شاين والتون
شاين والتون (بالإنجليزية: Shane Walton)‏ (9 أكتوبر 1979 في الولايات المتحدة - ) هو لاعب كرة قدم أمريكية ولاعب كرة قدم أمريكي في مركز مُؤمن ‏. لعب مع إنديانابوليس كولتس وبيتسبورغ ستيلرز ولوس أنجيليس رامز ونوتردام فايتينغ أيرش فوتبول ‏.

## وصلات خارجية
- شاين والتون على موقع مرجع كرة القدم المحترفة.كوم (الإنجليزية)